# 大幹部 殴り込み
『大幹部 殴り込み』（だいかんぶ なぐりこみ）は、1969年8月23日に公開された日本の映画である。監督は舛田利雄。主演は渡哲也。日活制作。渡哲也の大幹部シリーズ第1弾。

## あらすじ
風間ら三人が吉江産業を倒したが、世間の圧力により西尾組は解散してしまい、縄張は平田組の物となっていた。

## キャスト
- 風間哲：渡哲也
- 敏夫：浜田光夫
- 吉岡兼男：青木義朗
- 野寺幸吉：藤竜也
- 石岡洋子：岩崎加根子
- 桂子：横山リエ
- 川崎千代子：小山ルミ
- 平田：金子信雄
- マモル：尾藤イサオ
- 槙：深江章喜
- ジロ：佐々木功
- 西尾重造：安部徹
- 松下：宇南山宏
- 小原：武藤章生
- 川崎老人：河上喜史朗
- パチンコ店でも店主：雪丘恵介
- 根本：弘松三郎
- 吉江産業社長：山田禅二
- 真治：金子研三
- 島木：久遠利三
- 幹部五人衆：八代康二
- タケシ：市村博
- 幹部五人衆：紀原土耕
- 平田組組員：黒田剛
- ：英原穣二
- 幹部五人衆：長弘
- 健太：亀山靖博
- 平田組組員：溝口拳、中平哲仟、有村道宏
- ：小島克己
- 平田組組員：北上忠行、大前田武
- ：榊功
- 三良ひさお：長浜鉄平
- OL：原田千枝子
- ：小林利道
- ：谷口芳昭
- ：青木敏夫
- ：荒木幸広
- ：永尾英彦
- ：姿直也
- ：大関四男美
- ：浦田義人
- ：田沼宏文
- ：矢野孝一
- ：小出宏
- ：金子勝三
- ：滝沢治
- ：湯槙太次郎
- ：鈴木義郎
- ：三好通
- 技斗：渡井嘉久雄

## スタッフ
- 監督：舛田利雄
- 脚本：棚田吾郎
- 企画：岩井金男
- 音楽：伊部晴美

## 同時上映
『さくら盃 仁義』
- 脚本：山崎巌 / 監督：内川清一郎 / 主演：北島三郎 / ニューセンチュリー作品

## 映像ソフト
- 1987年10月25日に日活からこの作品のビデオソフトが発売された（規格：VHS、廃盤）。